# Nine (película de 2009)
Nine es una película estadounidense de 2009, dirigida por Rob Marshall. Protagonizada por Daniel Day-Lewis, Marion Cotillard, Sophia Loren, Nicole Kidman, Judi Dench, Penélope Cruz, Stacy Ferguson y Kate Hudson en los papeles principales. 
Está basada en el libreto de Arthur Kopit para el musical del mismo nombre, de 1982, que a su vez está basado en la película de Fellini 8½.

## Sinopsis
Guido es un director de cine que intenta planear su próxima película después de un fracaso rotundo. Mientras piensa, comienza a recordar sucesos importantes en su vida, y todas las mujeres a las que ha amado y dejado.
La acción comienza en Italia, con una rueda de prensa para dar a conocer la nueva película de Guido Contini (Daniel Day-Lewis), un gran director cuyas últimas películas han sido un fracaso. El rodaje de la película aún no ha empezado, pero Guido no tiene ni idea de cómo hacer el guion. Por eso decide refugiarse en un hotel en las afueras de Roma. Más adelante recibe a su amante Carla (Penélope Cruz) en un pequeño cuarto al lado de la estación de tren. Las cosas se complican cuando su productor lo encuentra en el hotel y decide llevar al equipo de filmación ahí. En una cena, Guido recibe a su esposa Luisa (Marion Cotillard), pero cuando esta ve entrar a Carla en el salón decide alejarse de Guido. Carla, deprimida por el despecho del director, intenta suicidarse, pero no lo logra, luego llega su esposo a recogerla.
Guido regresa a Roma para iniciar la filmación de la película (cuyo guion aún no ha comenzado a escribir). Por desgracia Claudia (Nicole Kidman) (la musa del director) decide no continuar con la película al no existir un guion. Luisa decide regresar para la selección del casting, pero al ver que Guido trata a una candidata de la misma manera como la trató a ella el día en que se conocieron, decide alejarse definitivamente de él.
Finalmente Guido admite que no tiene un guion y cancela el rodaje de la película. Después de ello, transcurren dos años durante los que el director sufre una depresión; más adelante se reencuentra con su asistente de vestuario Lilli (Judi Dench), ella le cuenta que se reencontró con Luisa y que ella aún le guarda resentimiento a Guido. Al final Guido decide hacer una película sobre un hombre que intenta recuperar a su mujer.
Nine termina con el inicio del rodaje de la nueva película de Guido.

## Reparto
- Daniel Day-Lewis es Guido Contini.
- Marion Cotillard es Luisa Contini.
- Penélope Cruz es Carla Albanese.
- Nicole Kidman es Claudia Jenssen.
- Judi Dench es Liliane La Fleur.
- Kate Hudson es Stephanie Necrophuros.
- Stacy Ferguson (Fergie) es Saraghina.
- Sophia Loren es Mamma (Señora Contini).

## Producción
El 12 de abril de 2007, la revista Variety anunció que Rob Marshall dirigiría una película adaptación del famoso musical de teatro Nine, de 1982, que a su vez se había inspirado en la película Fellini ocho y medio (Otto e mezzo, 1963) de Federico Fellini. Dicho musical fue estrenado con Raul Julia como protagonista y luego fue repuesto en Broadway con Antonio Banderas.
Según Playbill, el guion estaba siendo escrito por Michael Tolkin, y las estrellas de la película serían Catherine Zeta-Jones, en el papel de Claudia Jenssen; Marion Cotillard, en el de Luisa Contini; Penélope Cruz, como Carla, y Sophia Loren, como la madre de Guido.
El 4 de abril de 2008 se informó que Nicole Kidman sustituiría a Catherine Zeta-Jones después de que ésta rechazara el papel. Luego se anunció que Judi Dench se sumaba a la lista de actores que formaban el reparto.
El 14 de mayo de 2008, la revista Variety informó que Daniel Day-Lewis estaba propuesto para interpretar a Guido Contini, el personaje principal, un papel que se rumoreaba que interpretaría Javier Bardem. Más tarde, se informó que Day-Lewis envió un vídeo (donde cantaba una canción) a los productores. Les conmovió con su voz, y por eso el 19 de mayo de 2008 la revista People informó que en efecto, Daniel Day-Lewis sería el protagonista de Nine.
El 14 de julio de 2008, la página web perezhilton.com informó que Kate Hudson había aceptado un papel en la película.
Pocos días después lanzaría la exclusiva que Fergie, solista del grupo Black Eyed Peas, interpretaría un papel en la película. El director dijo que tenía claro que la cantante debía formar parte del reparto porque era una persona muy «sexy y sensual», y tenía el papel perfecto para ella. Días después, la propia artista y el director confirmaron que Fergie interpretaría a Saraghina, una prostituta, uno de los papeles principales.
El elenco comenzó a ensayar para la película en julio de 2008, después de que el reparto se completara, y pronto se informó que el rodaje comenzaría el 28 de septiembre. En noviembre se difundió una fotografía donde posaban todas las estrellas femeninas.

## Comentarios
Se suele decir que esta película es un remake o actualización de 8½ de Federico Fellini, aunque realmente adapta (en formato cinematográfico) un musical inspirado por la película de Fellini. Elaborado por Arthur Kopit y Maury Yeston, el musical se estrenó en 1982 con Raul Julia como protagonista. Fellini dio su aprobación para la creación de este espectáculo, pero pidió que no tuviese el mismo título de su película y que tampoco figurase su nombre. Por ello, el musical se llamó Nine (Nueve) en lugar de Ocho y medio, y el personaje principal mantiene el nombre de Guido, que figuraba en la película de Fellini. La versión reciente de Rob Marshall se ciñe fielmente al musical.
El elenco de la película fue considerado uno de los más brillantes de los últimos años, pues se compone de varios ganadores de los Premios Óscar: Daniel Day-Lewis, Nicole Kidman, Marion Cotillard, Judi Dench, Sophia Loren y Penélope Cruz. Otras actrices que completan el elenco son la candidata al Óscar Kate Hudson y la cantante de R&B y Hip-Hop Fergie, vocalista del grupo Black Eyed Peas.

### Fracaso de taquilla
En su primer fin de semana, Nine rozó los 6 millones de dólares en Estados Unidos, una cifra pésima teniendo en cuenta que costó 80 millones debido al lanzamiento simultáneo con la película Avatar (película más taquillera de la historia). Pasadas tres semanas desde su estreno, Nine recaudó la fría cifra de 18 millones de dólares, con una gran pérdida que puso en aprietos a sus productores.

### Críticas
Las críticas acerca la película han sido en general negativas. La página web Rotten Tomatoes alberga un 37% de comentarios negativos y un crítico estadounidense dijo que en vez de Nine la película debía llamarse Zero.
En España, el diario El País destacó que la película se había planteado como una producción de lujo pensada para triunfar en los premios Oscar, intentando emular el anterior éxito de Marshall, Chicago, pero lamentaba que el resultado no aportaba nada al musical original. En esta crítica también se comentó que Rob Marshall eligió a las actrices por su fama y prestigio, y no por sus habilidades para bailar, por lo que tuvo que recurrir a encuadres de medio cuerpo para disimular sus limitaciones.
En la misma crítica llamada ¿Es Fergie lo mejor de Nine?, haciendo alusión a Stacy Ferguson, como lo mejor de la película, dando a entender, que por sus dotes de Cantante y Bailarina, la cantante destacaba evidentemente sobre sus otras compañeras, dejando en evidencia su disgusto por el trabajo de Marshall y el gusto por el buen trabajo de Stacy Ferguson.

## Banda sonora
La banda sonora sería lanzada por el sello discográfico Geffen Records, el 22 de diciembre de 2009. Se escribieron tres canciones para la película: Guarda la Luna, Cinema Italiano y Take It All, que originalmente se escribió como trío para Kidman, Cruz y Cotillard.
1. "Overture Delle Donne" (Female Ensemble)
2. "Guido's Song" (Daniel Day-Lewis/Guido Contini)
3. "A Call From The Vatican" (Penelope Cruz/Carla)
4. "Folies Bergere" (Judi Dench/Lillie)
5. "Be Italian" (Fergie/Saraghina)
6. "My Husband Makes Movies" (Marion Cotillard/Luisa Contini)
7. "Cinema Italiano" (Kate Hudson/Stephanie)
8. "Guarda La Luna" (Sophia Loren/Mamma)
9. "Unusual Way" (Nicole Kidman/Claudia)
10. "Take It All" (Marion Cotillard/Luisa Contini)
11. "I Can't Make This Movie" (Daniel Day Lewis/Guido Contini)
12. "Finale"

Bonus Tracks
1. Quando Quando Quando (performed by Fergie)
2. Io Baci, Tu Baci (performed by The Noisettes)
3. Cinema Italiano (the Ron Fair Remix performed by Kate Hudson)
4. Unusual Way (performed by Griffith Frank)

## Candidaturas

### Premios Óscar
| Año  | Categoría                 | Persona               | Resultado  |
| ---- | ------------------------- | --------------------- | ---------- |
| 2009 | Mejor Actriz de Reparto   | Penélope Cruz         | Candidata  |
| 2009 | Mejor Canción Take it all | Maury Yeston          | Candidata  |
| 2009 | Mejor Dirección Artística | John Myhre Gordon Sim | Candidatos |
| 2009 | Mejor Diseño de Vestuario | Colleen Atwood        | Candidata  |

### Premios Globo de Oro
| Año  | Categoría                          | Persona                            | Resultado |
| ---- | ---------------------------------- | ---------------------------------- | --------- |
| 2009 | Mejor Película - Comedia o Musical | Mejor Película - Comedia o Musical | Candidata |
| 2009 | Mejor Actor - Comedia o Musical    | Daniel Day-Lewis                   | Candidato |
| 2009 | Mejor Actriz - Comedia o Musical   | Marion Cotillard                   | Candidata |
| 2009 | Mejor Actriz de Reparto            | Penélope Cruz                      | Candidata |
| 2009 | Mejor Canción Cinema Italiano      | Maury Yeston                       | Candidata |

### Premios BAFTA
| Año  | Categoría                              | Persona             | Resultado |
| ---- | -------------------------------------- | ------------------- | --------- |
| 2009 | BAFTA al mejor maquillaje y peluquería | Peter 'Swords' King | Candidato |

### Premios del Sindicato de Actores
| Año  | Categoría               | Persona              | Resultado |
| ---- | ----------------------- | -------------------- | --------- |
| 2009 | Mejor reparto Fergie    | Mejor reparto Fergie | Candidata |
| 2009 | Mejor Actriz de Reparto | Penélope Cruz        | Candidata |